# Премия Жана Виго
Премия Жана Виго (фр. Le prix Jean-Vigo) — французская кинематографическая премия, учреждённая в 1951 году французским писателем и поэтом Клодом Авелином (фр. Claude Aveline) в честь французского кинорежиссёра-новатора Жана Виго (1905-1934).
Присуждается ежегодно «французскому режиссёру, проявившему в работе независимость мысли и оригинальность стиля». На практике режиссёрская работа отмечается не по формальным названным признакам, а за свою социальную и гуманистическую направленность. С 1951 по 1960 гг. премия присуждалась либо короткометражным, либо полнометражным лентам. С 1960 года премия присуждается без исключения в каждой из категорий.
Среди лауреатов премии: Альбер Ламорис, Ален Рене, Оливье Ассаяс, Клод Шаброль, Арно Деплешен, Жан-Люк Годар, Морис Пиала, Крис Маркер и Усман Сембен, Седрик Кан и Брюно Дюмон, Лоран Канте и Ф. Ж. Оссанг. 